# Pascal Jaouen
Pour les articles homonymes, voir Jaouen.
Pascal Jaouen, né le 19 mai 1962 à Quimperlé (Finistère), est un brodeur et styliste français de culture bretonne. Il a ouvert plusieurs écoles de broderie, écrit quelques livres, réalisé des créations sur mesure et des collections de prêt-à-porter d'aujourd’hui inspirées par les broderies bretonnes traditionnelles.

## Biographie

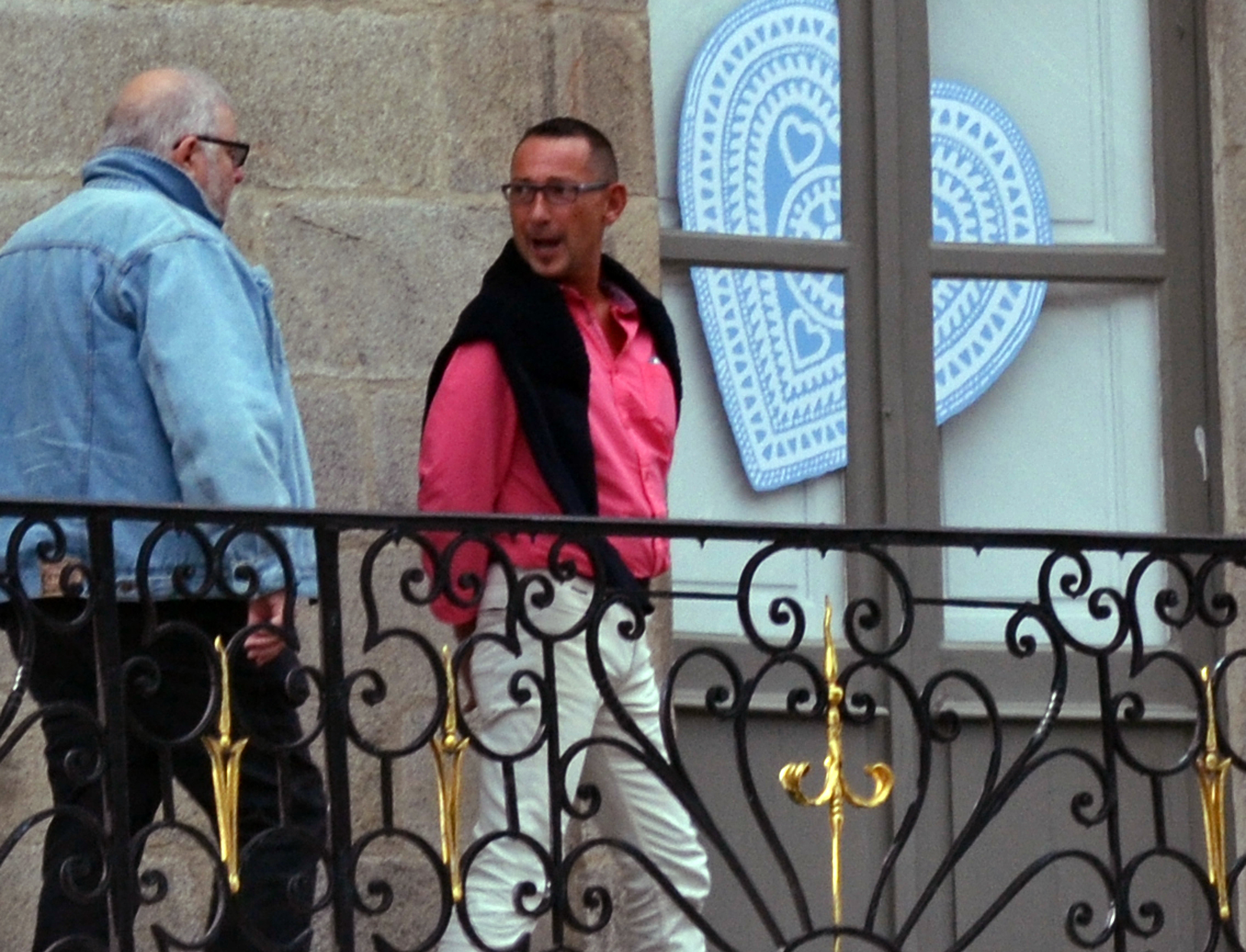
Pascal Jaouen lors de l'élection de la Reine de Cornouaille 2013.

Pascal Jaouen naît en 1962, d'un père natif de Saint-Thurien et d'une mère de Briec. Durant son enfance à Bannalec, il est émerveillé par les costumes traditionnels que portent les grands-mères le dimanche. Il a sa première émotion artistique en achetant des cartes postales de la reine de Cornouaille Maryvonne Come en 1971. Après en avoir acheté d'autres, il découvre des coiffes brodées main très différentes selon les villes et les pays.
A neuf ans, il s’inscrit au cercle celtique de sa ville natale, puis à celui de Concarneau et d'Elliant à dix-huit ans ; « au cercle d'Elliant, je cherchais des brodeuses pour les coiffes de mes sœurs. Je n'en trouvais pas… Le vrai déclic s'est produit lorsqu'une amie m'a passé commande de sa robe de mariée. J'ai pris le temps de réaliser une copie parfaitement identique à l'original, un costume d'Elliant. ».
Pour ses études, il est plus adroit en point de chaînette qu'en menuiserie. En 1980, il se confectionne lui-même un costume brodé, le melenig (« petit jaune »), ne trouvant personne pour l'exécuter. Il pousse plus loin le collectage sur le costume ancien, répertorie les techniques, les points et les matières utilisés.
En 1985, il intègre le cercle de Pont-l'Abbé et en est le président pendant sept ans. Membre de la confédération War 'l leur, à l'atelier de broderie, il est en parallèle jardinier paysagiste à la mairie de Quimperlé pour « nourrir sa famille ». Voulant une tenue de baptême pour sa fille aînée, il s'inscrit aux stages de broderie sur tulle et perlage de la brodeuse chevronnée Viviane Hélias, de la confédération War'l leur à Ploemeur, dans le Morbihan. Très vite initié, il donne des cours de broderie au sein de la confédération, il anime l'atelier « Le samedi du brodeur » au musée départemental breton à Quimper.
Passionné, il collecte des motifs et des techniques dans le pays de Cornouaille, toujours à la recherche de procédés et de points absents des ouvrages car seulement transmis oralement. Pascal Jaouen a pris conscience de l'urgence de sauvegarder et de transmettre le savoir-faire des brodeurs bretons en voie de disparition.

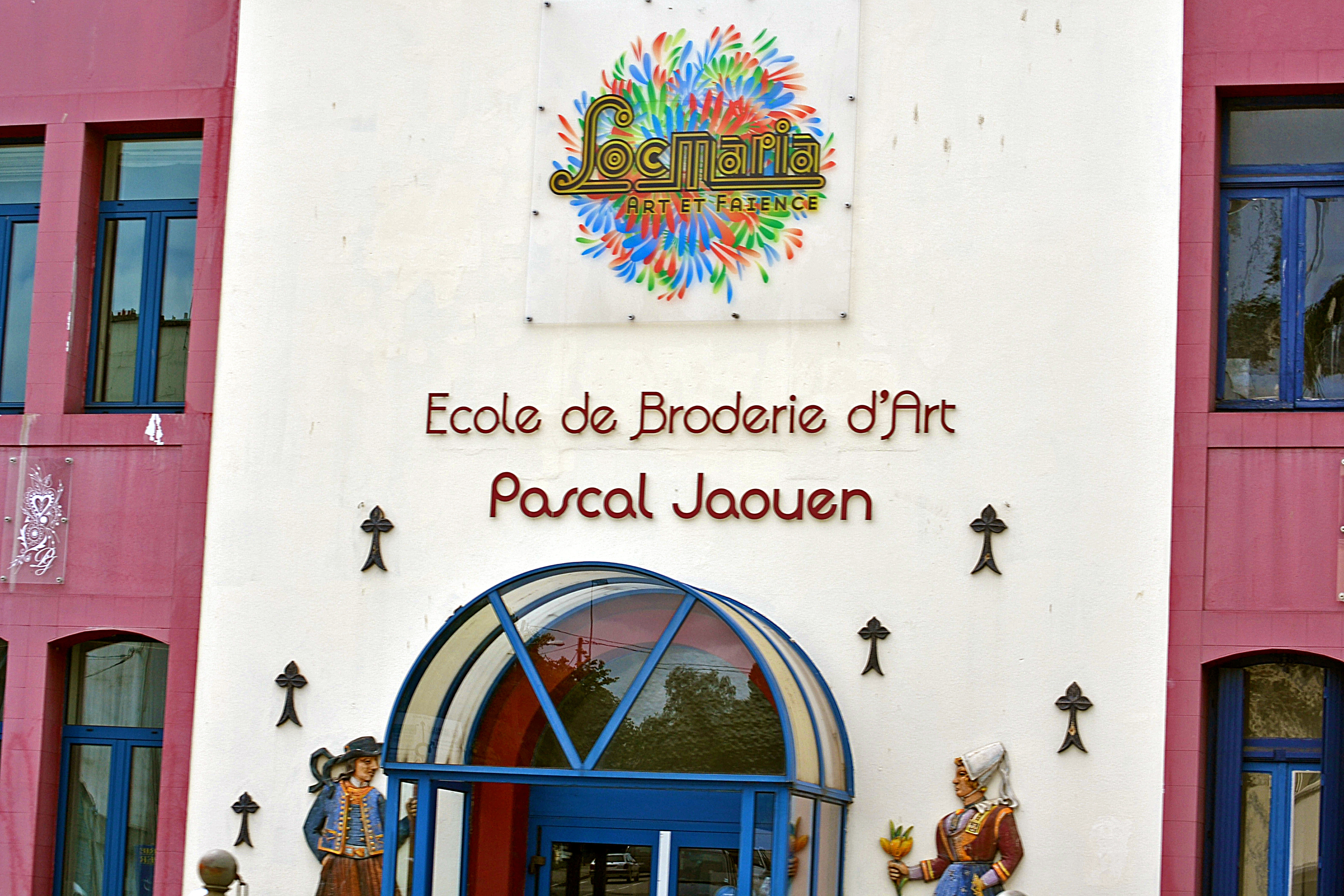
L'école de broderie d'art à Quimper.

Il crée sa propre entreprise « l'École de broderie d'art de Kemper » en novembre 1994. Seul enseignant au départ, la structure en compte aujourd'hui sept pour plus d'une trentaine d'écoles (Nantes, Rennes, Paris, Brest, ...), sans compter les stages dans différentes villes de France et, parfois, à l'étranger (Suisse, Belgique, Roumanie, Canada).

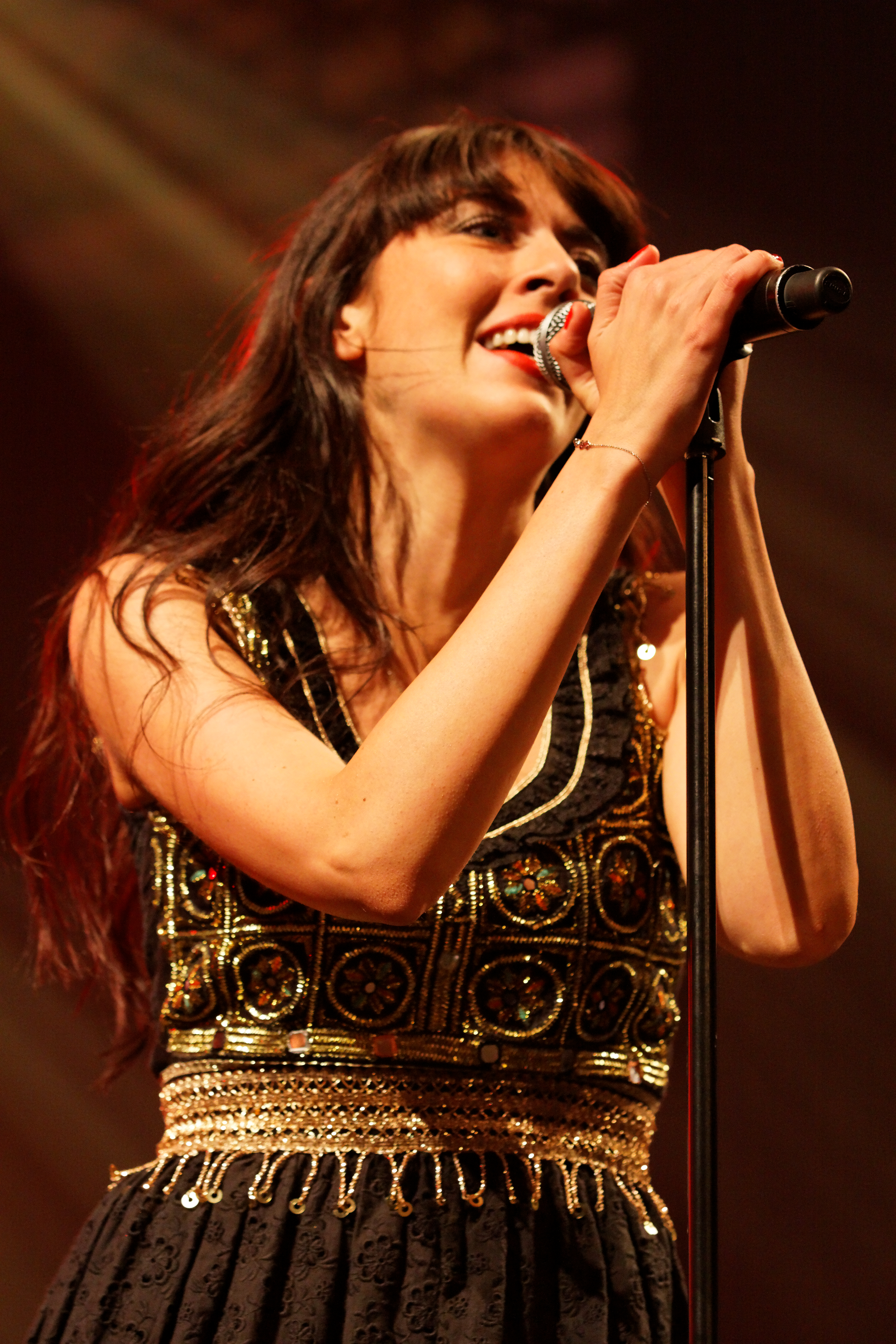
Robe réalisée en 2011 pour Nolwenn Leroy.

En 2003, il ouvre un atelier de confection et propose aux particuliers des créations personnalisées pour des robes de mariées, des tenues habillées ou des costumes. En 2005, il publie un ouvrage sur la broderie Glazig intitulé Le Brodeur bleu aux Éditions du Télégramme, en collaboration avec la journaliste Danièle Le Pape et la photographe Florence Grall. Il confectionne depuis 2008 des robes pour la chanteuse Gwennyn.
En 2011, il ouvre une boutique de prêt-à-porter à Brest (désormais fermée) et crée des tenues de scène pour Nolwenn Leroy. Le 15 mai 2013, il est un des « fils rouges » de l'émission Des racines et des ailes sur France 3 consacrée à la Bretagne. C'est lors de la rencontre avec le groupe Red Cardell et le bagad Kemper, pour le reportage, qu'il leur demande de créer la musique du prochain défilé de sa nouvelle collection 2014 dénommée « Gwenn-ha-du ». L'exposition « Les saisons des fils » rend hommage aux élèves de l'école de broderie d'art, qui inaugurera ses nouveaux locaux dans le quartier de Locmaria à Quimper, en présence de son parrain, Paco Rabanne, le 21 septembre. Dix mille badges brodés par des anonymes y sont vendus au profit de la SNSM.
En 2013, il se fait remettre les insignes de chevalier dans l’ordre de la légion d’honneur par Mylène Salvador, maître d’art et meilleure ouvrière de France en dentelle aux fuseaux. En 2014, il réalise une robe pour la chanteuse Cécile Corbel, qui apparaît dans son clip Entendez-vous[source secondaire souhaitée].
Le styliste entame la présentation de sa collection « Gwenn-ha-du » le 12 octobre 2014 au Manoir des Indes à Quimper. La musique du défilé est signée Red Cardell et Bagad Kemper. Pour la création musicale proposée par le brodeur aux deux formations quimpéroise lors de répétitions du spectacle Fest-Rock, celui-ci leur donne une carte blanche mais avec des figures imposés et un cahier des charges à respecter. Comme des violons, de l'accordéon ou des gwerz sont désirés par le créateur, l'ensemble fait appel à des invités : Armel an Héjer (chant), Tanya amorgan (chant), Hurtopravci (chœurs), Thomas Moisson (accordéon), Pierre Sangra (violon, violoncelle), Pierre Stéphan (violon) et Ronan Le Bars (uilleann pipe, cornemuse). Un album mixé à New York par Ariel Borujow et intitulé Gwenn-ha-du, bande son originale du défilé, sort le 21 octobre sur le label Coop Breizh[source secondaire souhaitée].
En 2019, la ville de Quimper lui rend hommage en exposant des pièces de ses collections dans plusieurs bâtiments de la ville.
En 2022, souhaitant prendre sa retraite, il quitte l'école de broderie d'art de Quimper et passe la main à Yann Legoutte, meilleur ouvrier de France. A cette occasion, il organise un dernier défilé intitulé « A-Galon » qui attire 6000 spectateurs. Cependant, du fait de la réforme des retraites survenue en 2023, il doit retarder son départ au 1er avril 2024. Dans l'intervalle, il est embauché provisoirement comme vendeur dans une boulangerie de Plonéour-Lanvern. 
En 2024, il expose pour la première fois à Lorient à l'occasion du festival interceltique.

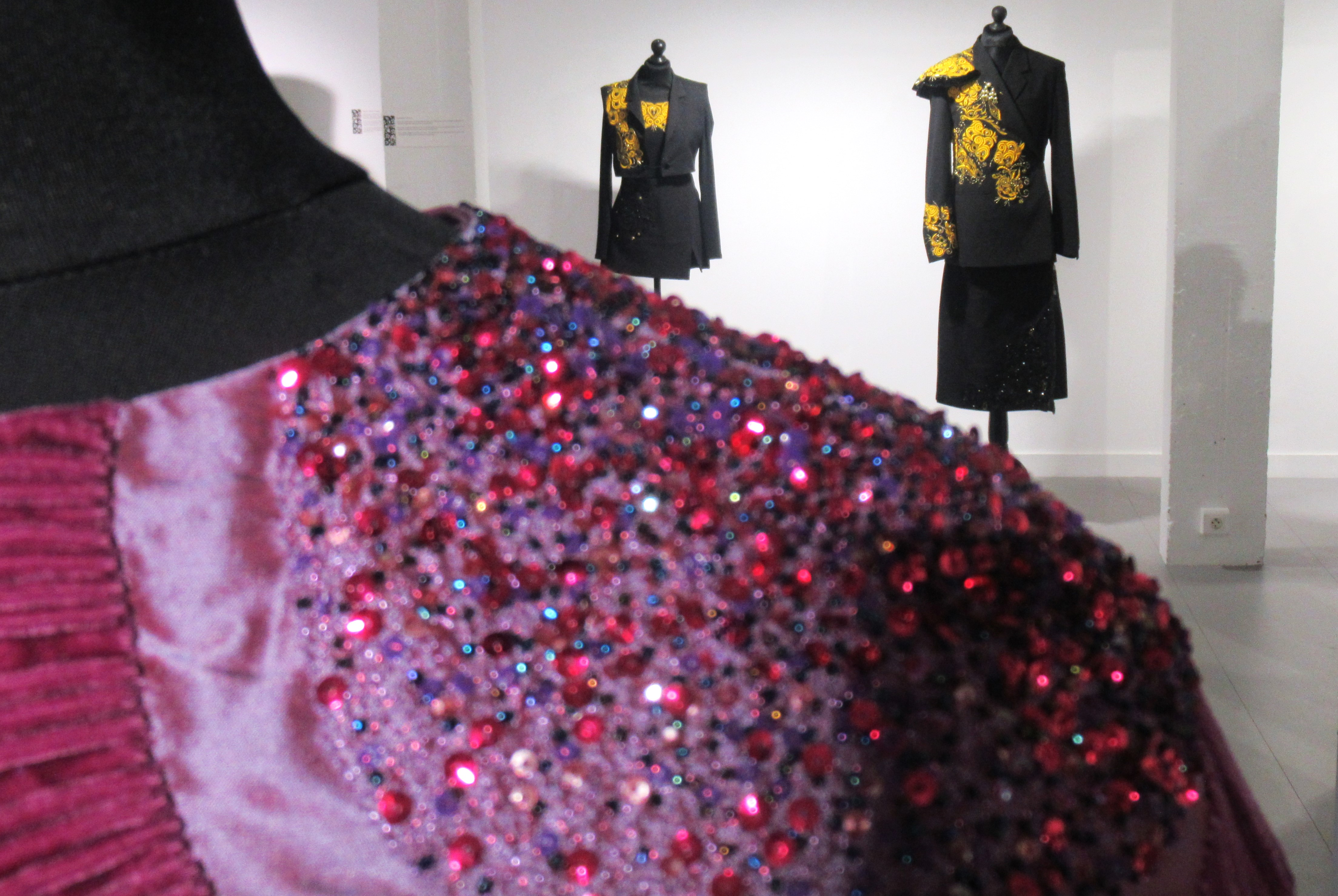
Costumes de Pascal Jaouen lors du festival interceltique de Lorient 2024

## Créations

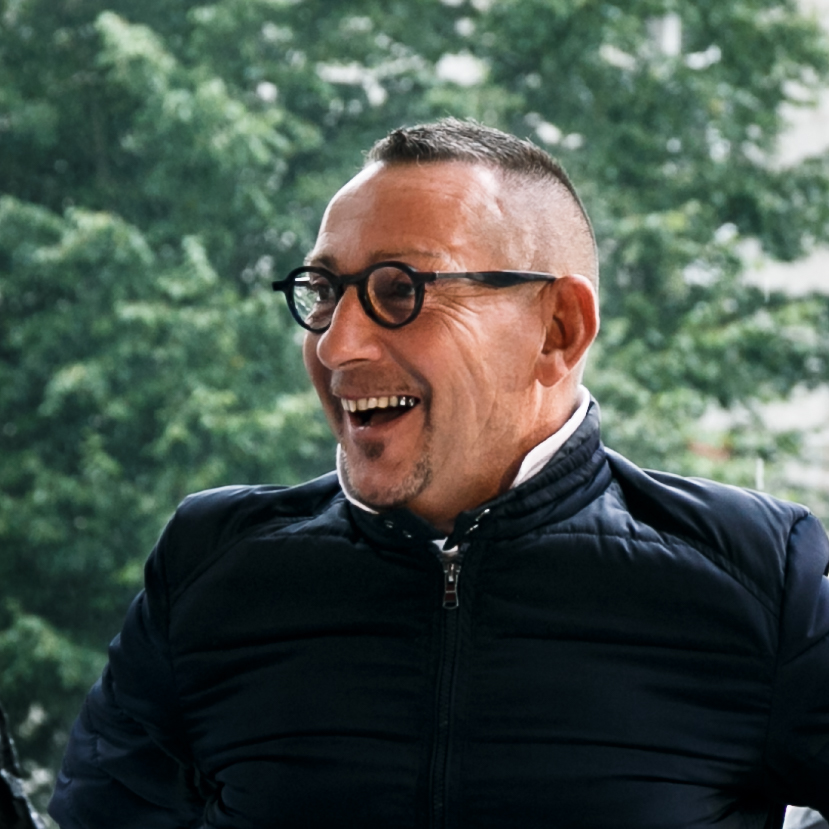
Pascal Jaouen au festival de Cornouaille 2017 à Quimper.

Le créateur Pascal Jaouen, surnommé le « brodeur bleu », crée et brode sa première composition Le tapis d’Orient, qu'il expose lors de la biennale de broderie d’Art à Bayeux en 1995. La critique est unanime face à cette ambiance étonnamment orientale. Pascal choisit de s'inspirer de la broderie du pays de Quimper, dit le « pays Glazik » : la couleur glaz est le bleu et le vert en breton, pour le drap des costumes des hommes, le jaune et l'orangé pour la broderie.
Son travail l'amène à exposer à Tokyo, lors de l'exposition internationale de 1998 au Japon, et à réaliser la broderie de l’habit d’académicien de l’architecte Michel Folliasson en 1999. Cette création nécessite un nombre conséquent d'heures de travail et est considéré comme « un honneur pour nous, puisque la dernière commande de ce type faite à un artisan breton remonte à 1910, à l’occasion de la nomination à l’Académie, de Charles Le Goffic. C’était à Loïc Jégou, artisan brodeur à Pont-l’Abbé ». En 2001 et 2002, il participe à la création de plusieurs pièces contemporaines dans le cadre de l’exposition « Métissages » présentée au musée du Louvre à Paris, puis à travers des expositions internationales (Brésil, Mexique, États-Unis).
Suivront des modèles contemporains inspirés des motifs traditionnels. Sa collection « Itinérances » est présentée au théâtre de Cornouaille en 2002 : des guêtres et des ceintures, les cœurs, les fuseaux… En 2008, il propose un nouveau défilé avec la collection « Regards vers l’Ouest ». En 2010, c'est à nouveau lors du festival de Cornouaille qu'il présente les cinquante-quatre nouveaux modèles de sa collection Triskell « Au fil des 3 éléments » (la terre, l'eau et le feu). En 2012, avec le peintre Mik Jégou, ils proposent au public de découvrir trente toiles brodées puis peintes, lors de l'exposition Talents Conjugués au prieuré de Locmaria à Quimper. Sa collection 2014 s'intitule « Gwenn-ha-du », en hommage à cette « très belle dame qu’est la Bretagne ». Elle rassemble 45 modèles en noir et blanc, affichant une influence bretonne au sens large, de la mode des costumes à la nature sauvage.
Le travail de Pascal Jaouen est à nouveau mis à l'honneur en 2022 lorsqu'il dessine les tenues d'Alvan & Ahez, groupe français candidat au concours Eurovision de la chanson. C'est la styliste Lia Dillenseger, travaillant pour France télévisions qui l'a directement contacté : « C’est une immense fierté pour moi, pour l’école de broderie et pour Quimper. C’est une formidable apothéose pour la fin de ma carrière ! ».
En 2019, la municipalité de Quimper met en lumière la partie des remparts la rue des douves et la tour Névet,  un dessin de broderie réalisé par Pascal Jaouen est projeté sur la tour,.

### Publications

#### Ouvrages
- Pascal Jaouen, Danièle Le Pape et Florence Grall (photos), Le Brodeur bleu, Brest, Le Télégramme, 2005, 111 p. (ISBN 2-84833-144-5) (BNF 40038025)

#### Multimédia
- Pascal Jaouen, Broderie bigoudène : niveau 1 / Pascal Jaouen, École de broderie d'art / Coop Breizh, 2011, 48 p.  + 1 DVD + 4 objets, (BNF 42489466)
- Pascal Jaouen, Broderie glazig : niveau 1 / Pascal Jaouen, École de broderie d'art / Coop Breizh, 2011, 51 p. p. + 1 DVD + 4 objets, (BNF 42594099)
- Pascal Jaouen, Perlage : niveau 1 / Pascal Jaouen, École de broderie d'art / Coop Breizh, 2011, 47 p. p. + 1 DVD + 4 objets, (BNF 42594120)

## Distinctions
- 2013 : chevalier dans l'ordre national de la Légion d'Honneur.
- 2020: ordre de l'Hermine.

#### Ouvrages
- Yann Rivallain et Frank Darcel, 111 Bretons des temps modernes, ArMen, 2007, 235 p. (ISBN 978-2-916264-02-8 et 2-916264-02-7), p. 96-97, (BNF b41117525d)
- Bernadette Bourvon (texte) et Bernard Galéron (photos), Pascal Jaouen, Palantines, 2011, 159 p. (ISBN 978-2-35678-049-2 et 2-35678-049-1) (BNF 42483326)
- Maïwenn Raynaudon (texte) et Bernard Galéron (photos), Pascal Jaouen : Collection gwenn ha du, Spézet, Coop Breizh, 2014, 160 p. (ISBN 978-2-84346-719-6)

#### Presse
- Gérard Alle, « Pascal Jaouen : brodeur quimpérois », ArMen, no 115,‎ octobre 2000, p. 34-37
- Marie-Paule Piriou, « Grand angle. Du kabig à la haute couture. : Pascal Jaouen, le brodeur stylé », ArMen, no 211,‎ mars-avril 2016, p. 28
- Claudie Verner, « Mode : Pascal Jaouen De fil en aiguille » », Télé Star,‎ septembre 2013

#### Reportages
- Bernadette Bourvon, L'étoffe des bretons, 2011, Aligal Production / France Télévisions, documentaire 52 min, diffusé sur les chaînes bretonnes en 2013
- Katia Chapoutier, « En Bretagne, de la Cornouaille au Léon » (Pascal Jaouen en fil rouge), Des racines & des ailes, France Télévisions, diffusé le 15 mai 2013
- reportage sur Pascal Jaouen, Itinéraires Bretagne, France 3, novembre 2013
- Bernadette Bourvon, Le monde brodé de Pascal Jaouen, Aligal Production / France 3 Bretagne, 2020, 52 min.